# Yvan Butler
Pour les articles homonymes, voir Butler.
 (décembre 2021).
Yvan Butler est un journaliste et réalisateur suisse, né le 4 mars 1930.
Tout d'abord grand reporter pour des émissions télévisées comme Continent sans visa, Cinq colonnes à la une et Temps présent à la Télévision suisse romande, il passe à la réalisation en 1973 et a signé à ce titre de nombreux téléfilms. Il prend sa retraite en 2006.
Son téléfilm L'Enfant bleu a reçu le prix du meilleur scénario au festival de Digne en 1984.

## Filmographie
- 1970 : La Route romane
- 1973 : La Fille au violoncelle
- 1976 : Le Bunker (téléfilm)
- 1981 : La Meute (téléfilm)
- 1983 : La Rançon  (téléfilm)
- 1983 : La Chambre  (téléfilm)
- 1985 : L'Enfant bleu  (téléfilm)
- 1987 : Série noire, épisode  Le Cimetière des durs
- 1989 : Coplan, épisode Le Vampire des Caraïbes
- 1991-1992 : Navarro, épisodes Le Dernier Casino et Méprises d'otages
- 1993 : Des héros ordinaires : Les Saigneurs (téléfilm)
- 1994 : Haute Tension, épisode Impasse meurtrière
- 1994 : Julie Lescaut, épisode Charité bien ordonnée
- 1995 : Farinet, héros et hors-la-loi  (téléfilm)
- 1998 : D'or et d'oublis
- 2002 : Newsman  (téléfilm)